# Rolf Rüdiger Cichowski
Rolf Rüdiger Cichowski (* 1945 in Etingen) ist ein deutscher Sachbuchautor für Elektrotechnik und Energietechnik.

## Werdegang
Rolf Rüdiger Cichowski absolvierte nach einer Ausbildung zum Elektroinstallateur erfolgreich die Studiengänge zum Dipl.-Ing. Elektrotechnik und zum Dipl.-Wirtsch.-Ing. Außerdem legte er die Prüfung zum MBA ab. Er arbeitete in verschiedenen leitenden Positionen, davon 18 Jahre lang als Geschäftsführer, bei der VEW AG in Dortmund, später RWE AG, der MEAG in Halle/Saale, der Energieversorgung Industriepark Bitterfeld/Wolfen GmbH, VEW TELNET in Dortmund, heute 1&1 Versatel, der Detecon in Bonn und zuletzt der SSS Starkstorm- und Signal-Baugesellschaft mbH in Essen. Er betrieb aktiv Verbandsarbeit im BDEW Bundesverband der Energie- und Wasserwirtschaft und in der DKE. Er war Lehrbeauftragter an den Fachhochschulen Dortmund und Berlin. Seit Mitte der 1980er Jahre ist er Autor und Herausgeber einer Vielzahl von Fachartikeln, Fachbüchern und Lexika, hauptsächlich in den Themenbereichen Elektro- und Energietechnik. So ist er unter anderem Herausgeber der Buchreihe „Anlagentechnik für elektrische Verteilungsnetze“, die seit 1990 bei ew Medien und im VDE Verlag erscheint.

## Bibliographie (Auswahl)
- 2023: Anlagentechnik 2023 für elektrische Verteilungsnetze (Hrsg.), VDE Verlag
- 2023: Elektromobilität und Ladeinfrastruktur, 2. Auflage (Autor), VDE Verlag
- 2023: Lexikon der Elektromobilität und Ladeinfrastruktur (Autor), VDE Verlag
- 2022: Netzanschluss von Erneuerbare-Energie-Anlagen – Anlagentechnik für elektrische Verteilungsnetze, 3. Auflage (Hrsg.) Prof. Frank Fischer (Autor), VDE Verlag
- 2022: Elektrische Sicherheit – Normkonformer Überspannungsschutz in der Elektroinstallation und bei der Ladeinfrastruktur für die Elektromobilität, WEKA Verlag
- 2022: Der rote Faden durch die Gruppe 700 der DIN VDE 0100, VDE-Schriftenreihe 168, 3. Auflage, (Autor), VDE Verlag
- 2021: Elektrische Anlagen auf Campingplätzen und in Caravans, 3. Auflage (Autor), VDE Verlag
- 2021: Elektromobilität und Ladeinfrastruktur (Autor), VDE Verlag
- 2021: Netzschutztechnik – Anlagentechnik für elektrische Verteilungsnetze, 7. Auflage (Hrsg.), Walter Schossig und Thomas Schossig, VDE Verlag
- 2020: Kenngrößen für die Elektrofachkraft, 4. Auflage (Autor), VDE Verlag
- 2020: Elektrische Anlagen auf Campingplätzen und in Caravans, 2. Auflage (Autor), VDE Verlag
- 2020: Anlagentechnik 2020 für elektrische Verteilungsnetze (Hrsg.), VDE Verlag
- 2020: Lexikon der Elektroinstallation VDE-Schriftenreihe 52, 5. Auflage (Autor), Co-Autor: Anjo Cichowski, VDE Verlag
- 2020: Freileitungen – Anlagentechnik für elektrische Verteilungsnetze, 3. Auflage (Hrsg.), Andreas Grohs und Dirk Herweg, VDE Verlag
- 2019: Onshore-Windenergieanlagen – Anlagentechnik für elektrische Verteilungsnetze (Hrsg.), Frank Fischer, VDE Verlag
- 2019: Baustellen-Fibel der Elektroinstallation, VDE-Schriftenreihe 142, 2. Auflage (Autor), VDE Verlag
- 2019: Der rote Faden durch die Gruppe 700 der DIN VDE 0100, VDE-Schriftenreihe 168,2. Auflage (Autor), VDE Verlag
- 2018: Kenngrößen für die Automatisierungstechnik, VDE-Schriftenreihe 101, 3. Auflage (Autor), VDE Verlag
- 2018: Anlagentechnik 2018 – für elektrische Verteilungsnetze (Hrsg.), VDE Verlag
- 2017: Kenngrößen für die Elektrofachkraft, VDE-Schriftenreihe 59, 3. Auflage (Autor), VDE Verlag
- 2017: Lexikon der Anlagentechnik, 2. Auflage (Autor), VDE Verlag
- 2017: Netzschutztechnik – Anlagentechnik für elektrische Verteilungsnetze, 6. Auflage (Hrsg.), Walter Schossig und Thomas Schossig, VDE Verlag
- 2017: Blindleistungskompensation und Energieversorgungsqualität, 3. Auflage (Hrsg.), Christian Dresel Martin Große-Gehling, Jürgen Reese, Jürgen Schlabbach, VDE Verlag
- 2017: Anlagentechnik 2017 – für elektrische Verteilungsnetze (Hrsg.), VDE Verlag
- 2017: Kabelhandbuch, 9. Auflage (Hrsg.), federführende Autoren: M. Kliesch, Dr.F. Merschel, EW Verlag
- 2016: Erdungsanlagen – Anlagentechnik für elektrische Verteilungsnetze, 2. Auflage (Hrsg.), Thomas Niemand, Andreas Schröder, VDE Verlag
- 2016: Ihr Weg zum Erfolg – Selbstmanagement, Kommunikation, Qualifikation, Strategien (Ratgeberliteratur), (Autor) Pro Business GmbH
- 2016: Netzanschluss von EEG-Anlagen – Anlagentechnik für elektrische Verteilungsnetze (Hrsg.), 2. Auflage, Jürgen Schlabbach, Frank Fischer, VDE Verlag
- 2016: Elektrische Anlagen auf Campingplätzen und in Caravans, VDE-Schriftenreihe 150 (Autor), VDE Verlag
- 2016: Anlagentechnik 2016 – für elektrische Verteilungsnetze (Hrsg.), VDE Verlag